# Индонезийско-шведские отношения

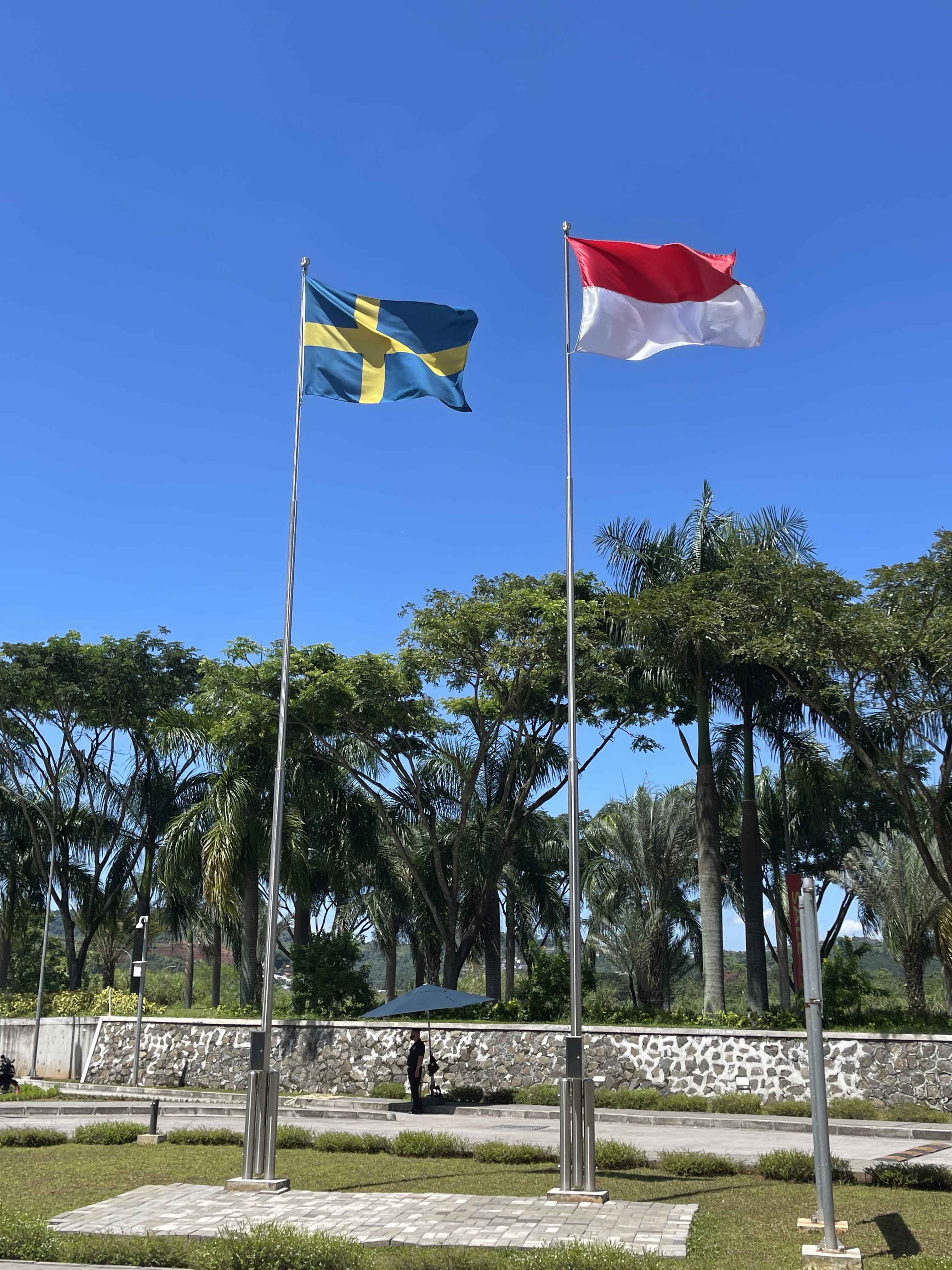
Флаги Швеции и Индонезии

Индонезия и Швеция установили дипломатические отношения 23 ноября 1950 года. Обе страны демонстрируют растущую заинтересованность в улучшении двусторонних отношений, поскольку главы правительств обменялись визитами. У Индонезии есть посольство в Стокгольме, которое также аккредитовано в Латвии, а у Швеции есть посольство в Джакарте, которое также аккредитовано в Восточном Тиморе.

## История
После Индонезийской революции в 1949 году Швеция признала новое государство Индонезия. Дипломатические отношения между Индонезией и Швецией были установлены в 1950 году, после чего в столицах обеих стран были открыты посольства. Первый президент Индонезии Сукарно посетил Швецию 3–5 мая 1959 года. Посольство Швеции в Джакарте также аккредитовано в Восточном Тиморе, который установил дипломатические отношения со Швецией в 2002 году. 
На протяжении большей части 1980-х и 1990-х годов двусторонние отношения были довольно напряжёнными из-за того, что лидеры сепаратистского движения «Свободный Ачех» (GAM) в то время проживали в Швеции и использовали Стокгольм в качестве своей зарубежной базы для получения международной поддержки и признания. После цунами в Ачехе Швеция была в числе стран, которые оперативно оказали помощь пострадавшим районам Индонезии. В следующем году правительство Индонезии и лидеры GAM урегулировали свои разногласия путём мирных переговоров, и конфликт в Ачехе завершился в 2005 году. Швеция активно участвовала в мирном процессе в Ачехе и оказывала помощь в восстановлении после цунами.

## Визиты на высшем уровне

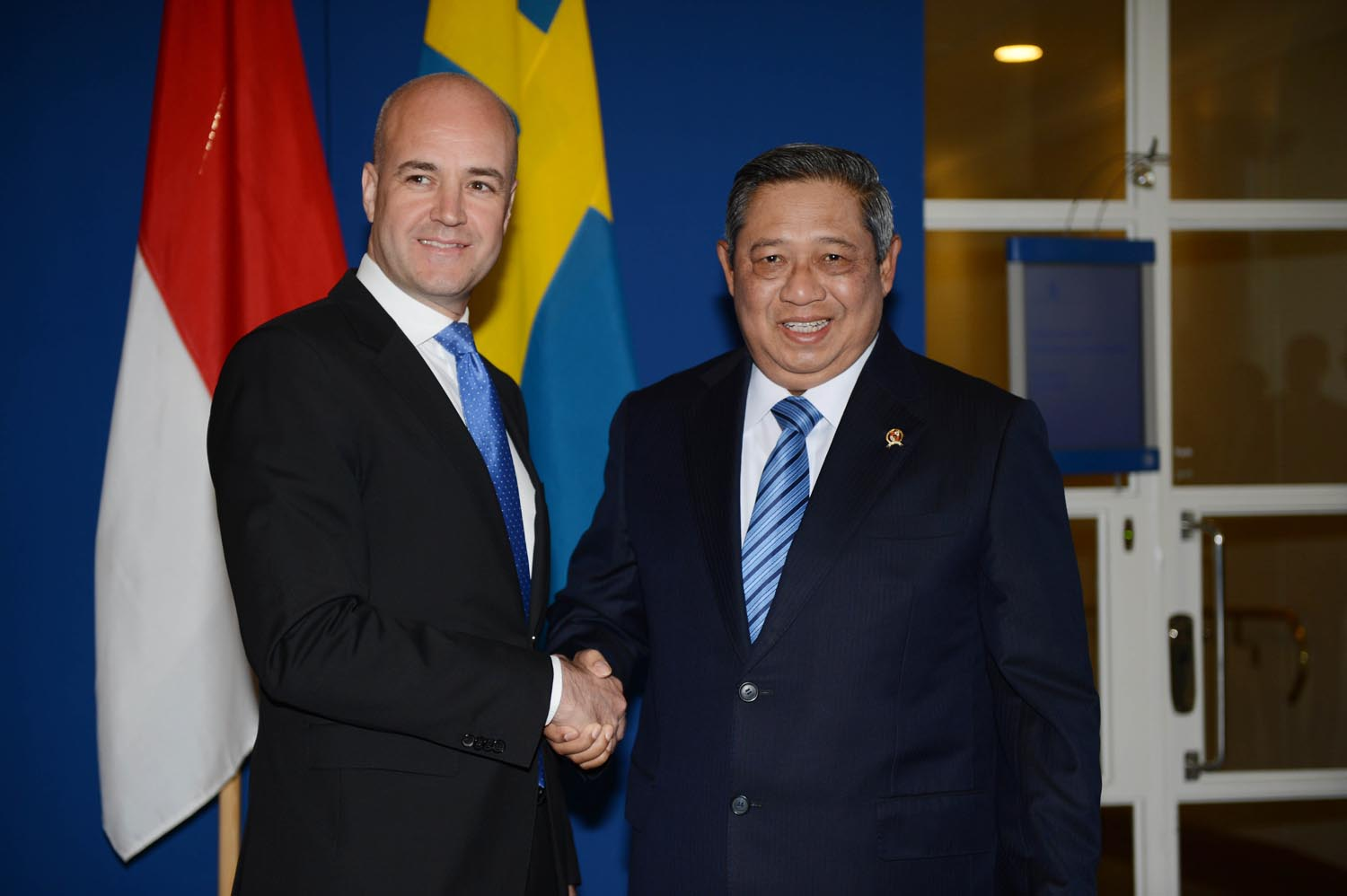
Президент Индонезии Юдойоно со шведским премьер-министром Фредриком Райнфельдтом в Стокгольме, 28 мая 2013 года.

В 2008 году министр иностранных дел Швеции Карл Бильдт посетил Джакарту. В начале 2012 года король Швеции Карл XVI Густав посетил Индонезию, это был первый визит шведского монарха в эту страну. В ноябре 2012 года премьер-министр Фредрик Райнфельдт последовал его примеру, что в свою очередь стало первым визитом главы шведского правительства в Индонезию. С ответным визитом вежливости президент Индонезии Сусило Бамбанг Юдойоно посетил Швецию 27–29 мая 2013 года.

## Соглашения
Две страны подписали Меморандум о взаимопонимании с целью укрепления двустороннего сотрудничества в области устойчивого городского развития, науки, инноваций и исследований, здравоохранения и окружающей среды. Индонезия также стремится перенять опыт Швеции в области сохранения окружающей среды, например, в области развития возобновляемых источников энергии.

## Торговля и инвестиции
Швеция является одним из важнейших торговых партнёров Индонезии в Европе, а объём её двусторонней торговли с Индонезией является самым высоким среди скандинавских стран. Объём торговли между Индонезией и Швецией достиг 1,05 млрд долларов США в 2011 году и вырос до 1,46 млрд долларов США в 2012 году. В 2011 году шведские инвестиции в Индонезию составили около 916 000 долларов США в 9 проектах, в 2012 году эти цифры выросли до 5,2 млн долларов США в 11 проектах. В 2021 году посол Индонезии в Швеции представил Индонезийское инвестиционное управление (INA) — первый суверенный инвестиционный фонд в Индонезии, отвечающий за поддержку значительных инфраструктурных проектов в Индонезии. INA может стать возможностью для развития более тесного экономического сотрудничества при поддержке многих шведских компаний, работающих в секторах инфраструктуры и телекоммуникаций Индонезии. Обе страны также поддерживают отношения АСЕАН-ЕС, которые в декабре 2020 года переросли в стратегическое партнёрство.

## Постоянные дипломатические миссии
- У Индонезии есть посольство в Стокгольме.
- У Швеции есть посольство в Джакарте.

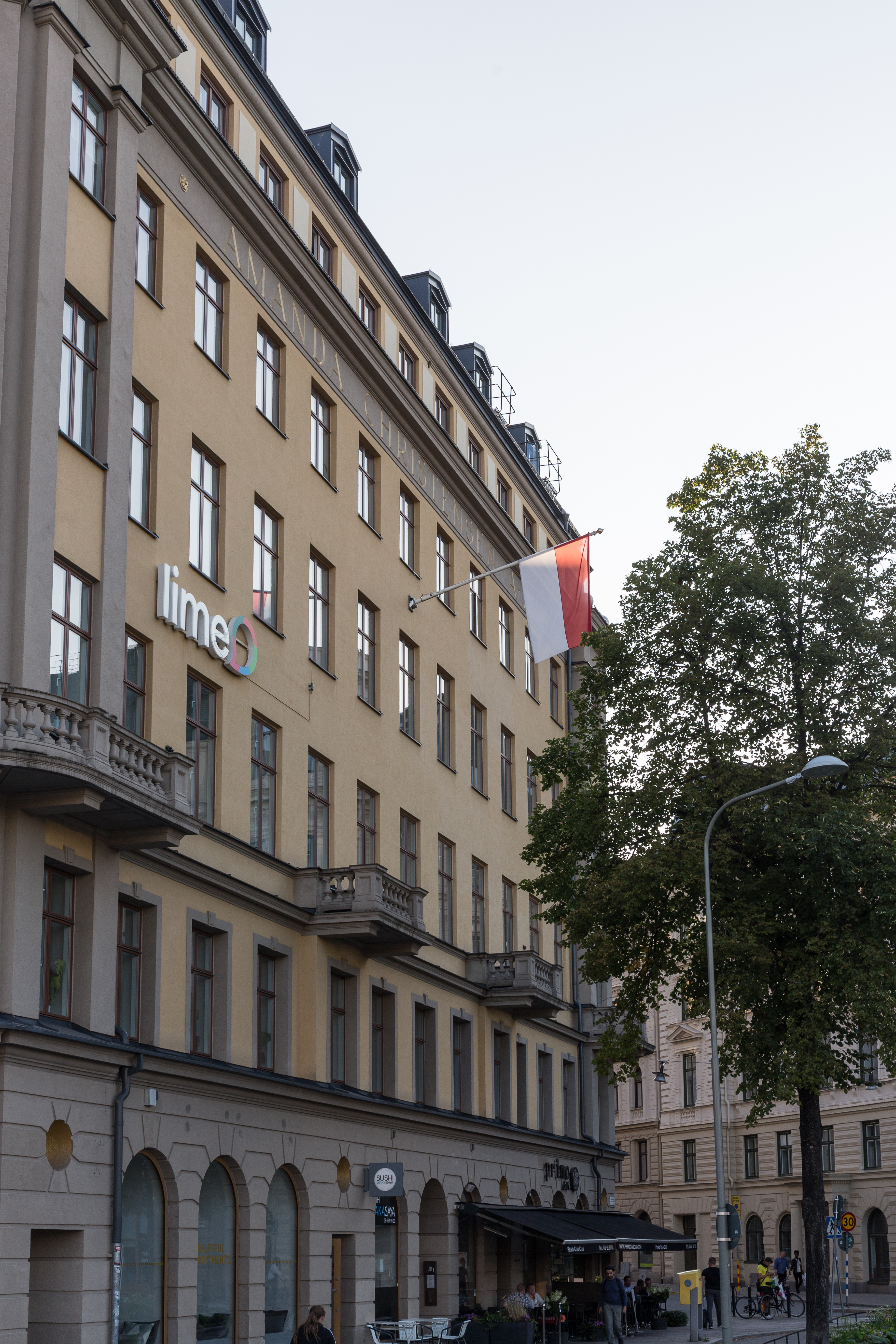
Посольство Индонезии в Стокгольме